# Lucio V. Mansilla (Córdoba)
Lucio V. Mansilla es una localidad del noroeste de la provincia de Córdoba, Argentina, en el departamento Tulumba. Está a 198 km de Córdoba (Argentina).
Unos 20 km al este se encuentra el paraje El Tuscal, que depende de esta comuna.

## Orígenes
La provincia estaba habitada al este y al norte por el pueblo originario Sanavirones. Los sanavirones del río Dulce cubrían la provincia de Santiago del Estero, llegando hasta Quilino, con un gran desarrollo agrícola con decenas de pueblos, canales de riego: “chimampa” e “ibramampa”. Eran más oscuros que los Comechingones. Construían sus viviendas con cuatro horcones, por palos cubiertos con ramas y pajas como techo, las paredes con tierra apisonada o adobes crudos.
Su economía era de agricultura: maíz y porotos, y recolectaban algarroba y chañar y criaban llamas. Sus armas eran el arco y la flecha con punta de piedra y hueso, las boleadoras y la maza.
Había otros pueblos, como los Caminiagas, Agampis, Machas, Mogas y Guacias. Vivían en pequeños poblados, en grupos de familia con un cacique, y cultivaban la tierra en común. Eran buenos alfareros y distinguían sus objetos y vasijas con un color negro lustroso, que evidenciaba la influencia recibida de alfareros del NOA. Molían cereales en morteros de piedra.
Hablaban sanavirona y numerosos dialectos. En cuanto a religión, era sincrética: practicaban ritos religioso-mágicos.
Vestían camiseta de lana, con guardas. Y como abrigo un poncho tejido; usaban el cuero en la vestimenta y en la vivienda.

### Pictografías del cerro Colorado
En uno de los cerros, el Intihuasi (Casa del Sol), tenían sus centros religiosos, donde adoraban al Dios Incaico del Sol. Sus pictografías le han dado fama mundial a la región, proyectándose que el cerro Colorado sea declarado
Patrimonio de la Humanidad por la UNESCO. En el cerro Colorado.

## Geografía

### Población
Cuenta con 1003 habitantes (Indec, 2022), lo que representa un incremento del 22 % frente a los 782 habitantes (Indec, 2010) del censo anterior.
| Gráfica de evolución demográfica de Lucio V. Mansilla entre 1991 y 2022 |
|                                                                         |
| Fuente: Censos nacionales del INDEC                                     |

### Fisiogeografía
El norte cordobés, 250 km a la altura del Departamento Tulumba, tiene tres ámbitos geográficos:
- depresión de Mar Chiquita y Río Dulce, al este
- depresión de las Salinas Grandes (o de Ambargasta), al oeste
- cordones orientales de la Sierra Chica que, sorteando el Valle de Dean Funes y Sarmiento, se continúan en las sierras de Ambargasta y, en el límite con Santiago del Estero, con las de Sumanpa que cubren el centro oeste del Departamento de Tulumba.

### Flora y Fauna
Flora está representada por el Bosque chaqueño empobrecido, vegetación de leñosas comoalgarrobo chileno y negro, quebracho blanco, mistol, escasos talas, brea, garabato macho, palo azul, palo cruz, chañar,  etc.
En la zona este por la tala selectiva hay un problema de desertificación y empobrecimiento de la biodiversidad. El bosque original, en general, ha sido degradado por la extracción de madera de interés comercial o para la práctica de la ganadería.
Fauna
- Aves: paloma, hornero, tordo, cotorra, cardenal, perdiz, lechuza, carpintero, catita, jilguero, reina mora, golondrina, chingolo, calandria, tero, carancho, aguilucho, jote, crespin, benteveo
- Reptiles: víbora yarará, cascabel, boa lampalagua, lagartos, tortuga terrestre chaqueña
- Anfibios: ranas, sapos y escuerzos.

Existen disposiciones legales para proteger las especies de la fauna autóctona (algunas de ellas son consideradas plagas y por lo tanto son controladas). No obstante, la caza furtiva -con fines deportivos o comerciales- ha significado la extinción de algunas especies o puesto en riesgo la existencia de otras, aún aquellas cuya caza está permitida por considerarlas una amenaza para los cultivos. Adicionalmente, los lugareños cazan varias especies con el fin de vender productos derivados o para consumo propio.

### Sismicidad
La sismicidad de la región de Córdoba es frecuente y de intensidad baja, y un silencio sísmico de terremotos medios a graves cada 30 años en áreas aleatorias. Sus últimas expresiones se produjeron:
- 22 de septiembre de 1908 (116 años), a las 17.00 UTC-3, con 6,5 Richter, escala de Mercalli VII; ubicación 30°30′0″S 64°30′0″O / -30.50000, -64.50000; profundidad: 100 km; produjo daños en Deán Funes, Cruz del Eje y Soto, provincia de Córdoba, y en el sur de las provincias de Santiago del Estero, La Rioja y Catamarca[3]

- 16 de enero de 1947 (78 años), a las 2.37 UTC-3, con una magnitud aproximadamente de 5,5 en la escala de Richter (terremoto de Córdoba de 1947)[2]

- 28 de marzo de 1955 (70 años), a las 6.20 UTC-3 con 6,9 Richter: además de la gravedad física del fenómeno se unió el desconocimiento absoluto de la población a estos eventos recurrentes (terremoto de Villa Giardino de 1955)

- 7 de septiembre de 2004 (20 años), a las 8.53 UTC-3 con 4,1 Richter

- 25 de diciembre de 2009 (15 años), a las 21.42 UTC-3 con 4,0 Richter